# Nickelodeon (bioscoop)

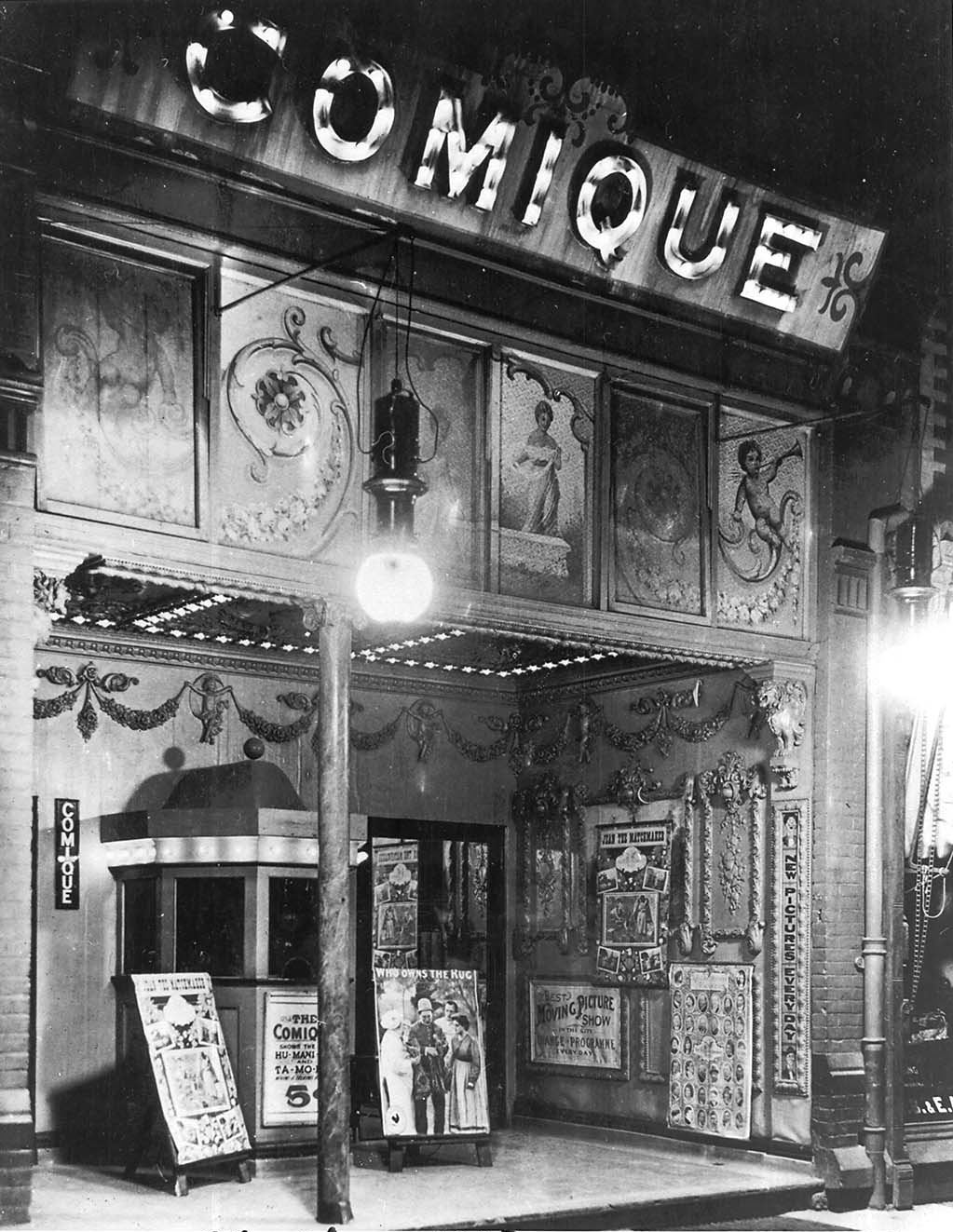
een nickelodeon in Toronto, Canada, rond 1910

Een nickelodeon (nickel = 5 dollarcent, odeion = overdekt Grieks theatergebouw) was een kleine buurtbioscoop die begin 20e eeuw in de Verenigde Staten zijn intrede deed. Zo'n bioscoop beschikte vaak over een pianist of een orgelspeler die de filmscènes muzikaal begeleidde.
De naam "nickelodeon" werd geïntroduceerd door Harry David en John P. Harris, die in juni 1905 in Pittsburgh een kleine bioscoop openden. Alhoewel het niet het eerste theater was dat zich richtte op het vertonen van films, was het wel een van de succesvolste theaters. Het concept (er werden continu films gedraaid en het bezoeken van één film kostte 5 cent) werd al snel overgenomen door honderden andere bioscoopeigenaren.
Er waren ook zogenaamde stuivergalerijen, met kinetoskopen (muntautomaten) uitgeruste nickelodeons.

## Films
Nickelodeons vertoonden voornamelijk korte films van zo'n vijftien tot twintig minuten, die gingen over uiteenlopende onderwerpen. Sommige films waren korte verhalen, andere werden vanuit een rijdende trein opgenomen, er waren documentaires, films over lokale of toerende zang- en dansacts, komediefilms, melodrama's en sportfilms (zoals boksen).